# Hortus
Pour les articles homonymes, voir Hortus (homonymie).
La montagne de l’Hortus (512 m), en latin « le jardin », est située sur la commune de Valflaunès (Hérault), à environ 20 km au nord de Montpellier, tout près du pic Saint-Loup auquel elle fait face. Elle est constituée par la fracture du plateau de Pompignan.
Son impressionnante et très esthétique falaise de calcaire blanc, haute de plus de cent mètres et large de plus d'un kilomètre, est visible depuis toute la région de Montpellier. Elle héberge quelques couples de rapaces. Avec son voisin le pic Saint-Loup, l'Hortus constitue une des principales destinations de balades des Montpelliérains.
La montagne de l'Hortus constitue le rebord méridional d'un petit causse (plateau calcaire) englobant les communes suivantes : Rouet, Claret et Notre-Dame-de-Londres.
À l'extrémité ouest de la montagne se trouvait le château de la Roquette, aujourd'hui connu sous le nom de château de Viviourès.

## Géologie

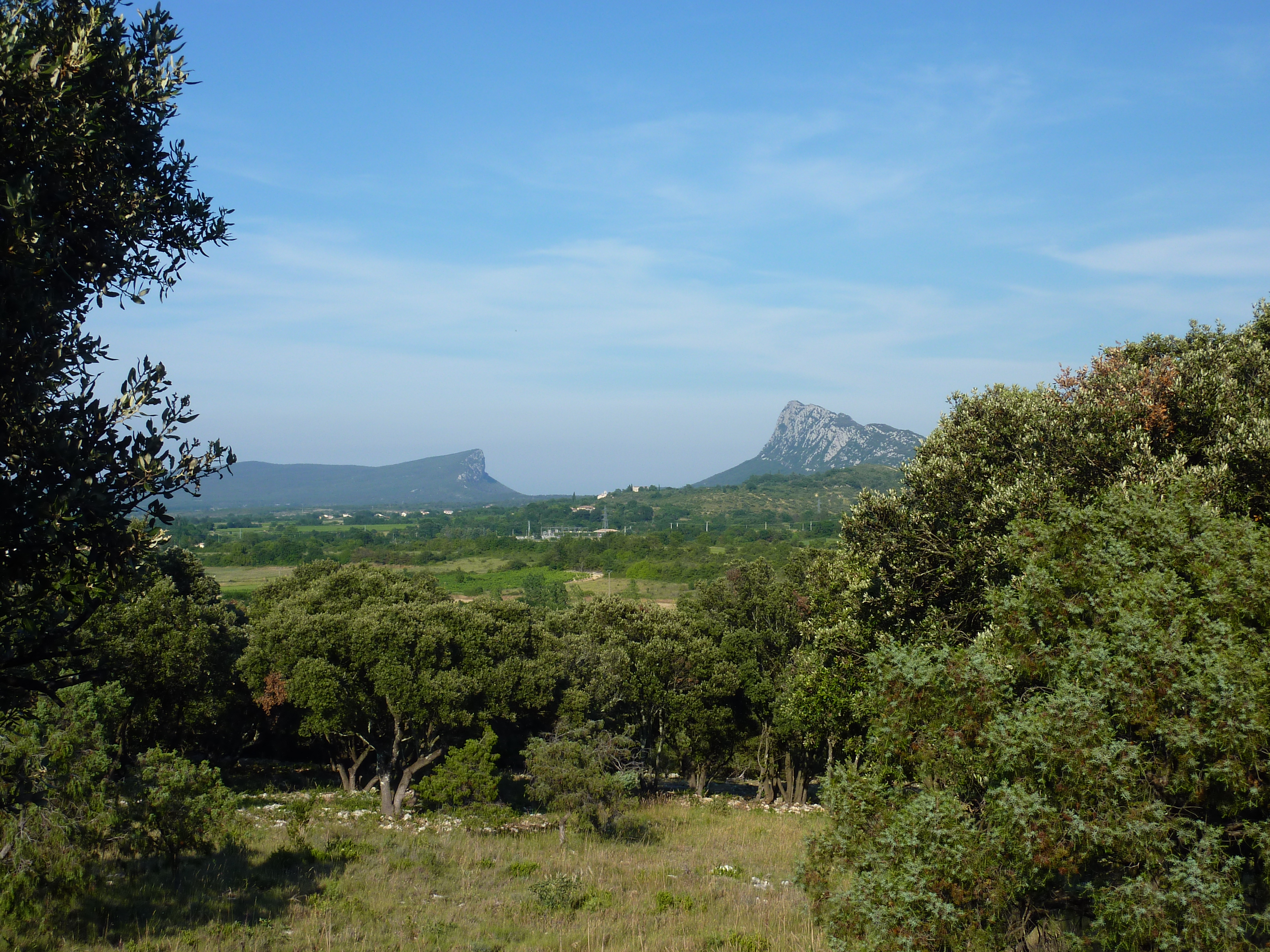
Le pic Saint-Loup et la montagne de l'Hortus vus du Mas de Bouis à Saint-Martin-de-Londres

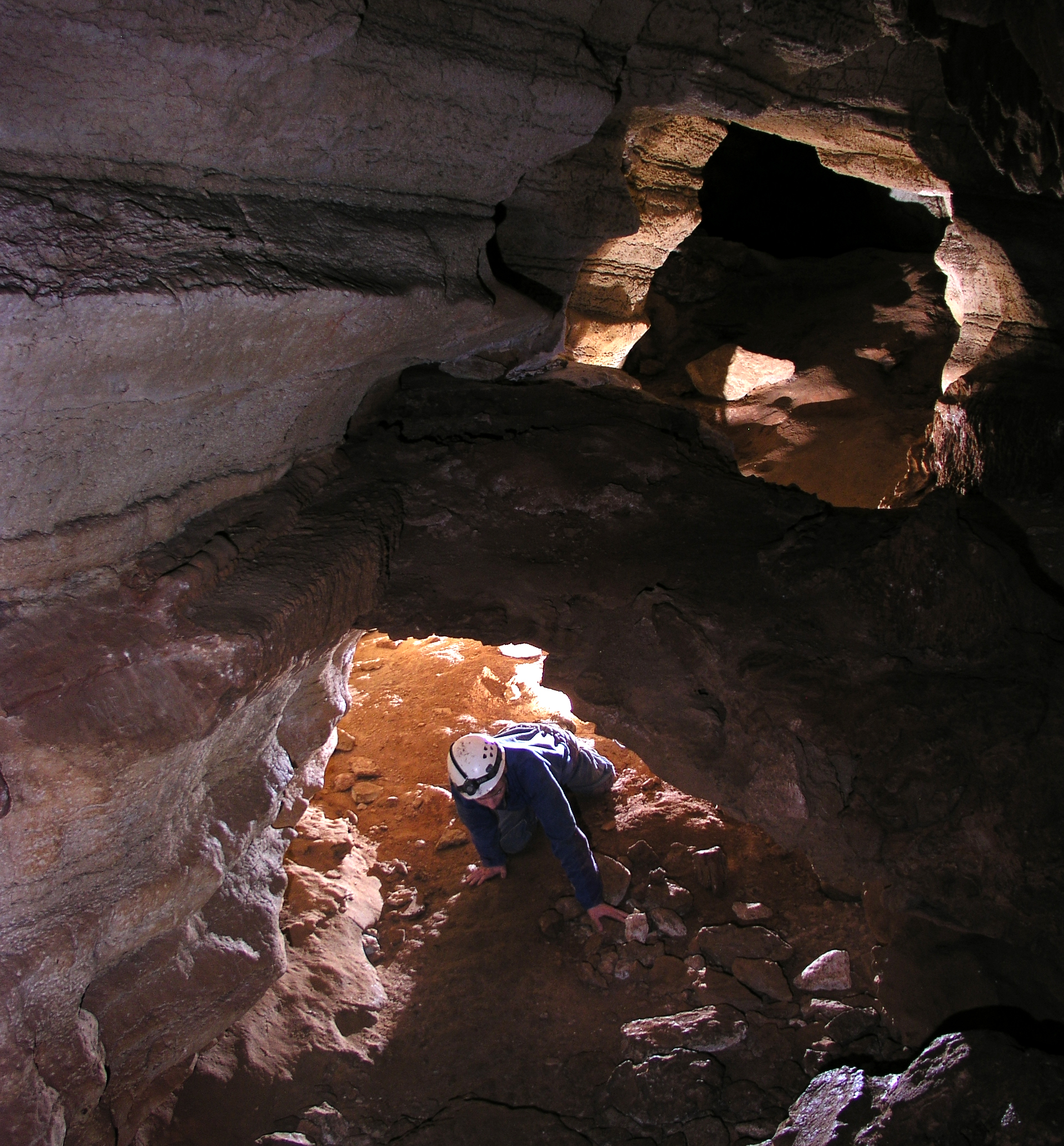
Intérieur de la grotte de l'Hortus.

L'Hortus est formé par une falaise de calcaire crétacé libérée par diaclase et effondrement du plateau de Pompignan (patus) entre l'Hortus et le pic Saint-Loup.

## Grotte de l'Hortus

### Un abri néandertalien
La grotte de l'Hortus a servi de refuge aux hommes de Néandertal, il y a entre 60 000 et 30 000 ans. La fouille de son porche, effectuée sur une large fosse, a livré une stratigraphie de plusieurs mètres. Cette fouille, menée par une équipe pluridisciplinaire a donné des informations sur le climat, la faune et la flore contemporains des hommes qui ont abandonné sur le site une abondante industrie moustérienne (pointes, lames, racloirs…) ainsi que des ossements de leurs semblables (une centaine de pièces, dont de nombreux maxillaires et mandibules).
Après cette première occupation, la stratigraphie ne livre pas de matériel du Paléolithique supérieur. Néanmoins, on retrouve les traces d'une occupation régulière du Néolithique (Chasséen et Ferrières) jusqu'au Chalcolithique et à l'âge du bronze final.

### Un gîte d'intérêt national pour les chauves-souris
La grotte de l’Hortus est située au cœur du site Natura 2000 « Pic Saint-Loup » en partie désigné du fait de la présence de colonies importantes de chauves-souris. En effet, la grotte et les falaises de l'Hortus sont occupées durant toute l’année par au moins 17 espèces de chiroptères. Parmi ces dernières, 6 espèces sont considérées comme cavernicoles, c’est-à-dire qu’elles occupent toute l’année des gîtes de type souterrain (mines, grottes, caves, etc.). Ces espèces sont menacées à l’échelle européenne et sont d'intérêt communautaire : le Rhinolophe euryale (Rhinolophus euryale), le Minioptère de Schreibers (Miniopterus schreibersii), le Murin de Capaccini (Myotis capaccinii), le Petit murin (Myotis blythii), le Grand Rhinolophe (Rhinolophus ferrumequinum) et le Petit Rhinolophe (Rhinolophus hipposideros).
Le Minioptère de Schreibers et le Rhinolophe euryale occupent particulièrement la cavité au printemps et à l’automne avec des effectifs historiques ayant atteint près de 1 000 individus. Ces deux espèces utilisent aujourd’hui la grotte de l’Hortus principalement comme gîte de transit. Pour les chiroptères, les gîtes de transit ont un rôle très important dans leur cycle de vie leur permettant entre autres de rejoindre étape par étape leurs gîtes d’été ou d’hiver.

## Varappe et spéléologie
La verticalité du calcaire de la falaise de l'Hortus en a fait un haut lieu de l'escalade languedocienne. Une soixantaine de voies parcourent cette face qui offre une varappe considérée comme plus agréable et plus difficile (sixième à huitième degrés) que la face nord du pic Saint-Loup toute voisine.
Plus au nord, le plateau ou causse de l'Hortus abrite des phénomènes karstiques, objet d'études et autres activités spéléologiques.

## Viticulture
Sur les flancs de l'Hortus et du pic Saint-Loup s'étendent les vignobles renommés qui livrent les crus pic-Saint-Loup (Appellation d'origine contrôlée depuis janvier 2017).